# Aïn Azel
Aïn Azel (în arabă عين ازال) este o comună din provincia Sétif, Algeria.
Populația comunei este de 48.487 locuitori (2008).